# موتور حاجی قدیری
موتور حاجی قدیری یک منطقهٔ مسکونی در ایران است که در دهستان محمدآباد (عنبرآباد) واقع شده است.